# Wentworth (Carolina del Nord)
Wentworth è una città degli Stati Uniti d'America situata nella Carolina del Nord, nella Contea di Rockingham, della quale è anche il capoluogo.